# セルタ・デ・ビーゴ
- セルタ・ビーゴ

レアル・クルブ・セルタ・デ・ビーゴ（スペイン語: Real Club Celta de Vigo, S.A.D.、ガリシア語発音: [reˈal ˈkluβ ˈθelta ðe ˈβiɣo]）は、スペイン・ガリシア州ポンテベドラ県ビーゴに本拠地を置くサッカークラブ。2012-13シーズンからはプリメーラ・ディビシオンに所属している。

## 概要
RCフォルトゥナ・デ・ビーゴとレアル・ビーゴSCの合併により、1923年8月23日に設立された。セルタは、プリメーラで50シーズン以上プレーした11クラブのうちの1つで、プリメーラ通算順位では11位に位置している。コパ・デル・レイでは、優勝経験はないものの、4回の準優勝と8回のベスト4進出を果たしている。欧州の舞台では、UEFAヨーロッパリーグ (UEFAカップ時代も含む)に8回出場しており、2016-17シーズンにはベスト4に進出した。そのほかUEFAチャンピオンズリーグには1度だけの出場を、2000年にはクラブ史上唯一の国際タイトルであるUEFAインタートトカップ優勝を成し遂げた。
2014年に行われたCIS (スペインの社会情勢などを調査する会社)の調査によると、22,104人ものシーズンチケット保持者がおり、これはスペイン国内のサッカークラブで10番目の数である。また、デポルティーボ・ラ・コルーニャとのクラブ間には激しいライバル関係があり、両者が顔を合わせる試合はガリシア・ダービーと呼ばれる。

## 歴史

### 設立
全国選手権でのより一層の成功を願い、ガリシア州ビーゴにあるいくつかのクラブが合併してより強力なクラブを作るという考えの下で、セルタ・デ・ビーゴが設立された。この運動の旗頭に立ったのはマヌエル・デ・カストロというスポーツライターであり、1915年から合併運動の必要性を記事に書き続けた。運動のスローガンはトド・ポル・イ・パラ・ビーゴ（Todo por y para Vigo、すべてはビーゴのために）であり、レアル・ビーゴ・スポルティングとレアル・フォルトゥナFCの監督の支持を取り付けた。1923年6月22日にデ・カストロがマドリードで行われたスペインサッカー連盟(RSFF)の集会で自論を提案すると、満場一致で支持された。1923年7月12日、レアル・ビーゴ・スポルティングとRCフォルトゥナ・デ・ビーゴの年次集会がホテル・モデルノにあるオデオン劇場でそれぞれ開かれ、合併案は承認された。 このようにして現在のセルタが生まれ、「チーム・オブ・ガリシア」と呼ばれた。8月10日には新クラブ名が決められた。「レアル・ウニオン・デ・ビーゴ」、「クルブ・ガリシア」、「レアル・アトランティック」、「ブレオガン」、「レアル・クルブ・オリンピコ」など様々な名称が考案され、レアル・クルブ・オリンピコが人気を得たが、結局ガリシアと繋がりの深い「セルタ」（ケルトを参照）を用いたレアル・クラブ・セルタに決定した。セルタの初代会長はトーレ・セデイラ伯爵のマヌエル・バルセーナ・デ・アンドレスが務めた。総勢64人の選手たちも決定し、レアル・フォルトゥナFCやレアル・ビーゴ・スポルティングの著名な選手たちも含まれた。
- GK: イシドロ、リロ、ルビド
- DF: オテーロ、パサリン、フアニート・クレメンテ、ダニエル、カイト
- MF: ハコボ・トーレス、バルビーノ、ケラルト、エルミーダ、ポンボ、クルセス、コルドバ、マシモ、ビエンベニード
- FW: レイゴーサ、チアローニ、ポサーダ、ポロ、コレーア、ヘラルディート、ラモン・ゴンサレス、カリーデ、ピニージャ、サルバドール、チチャ、ミゲリート、カサル
- 監督: フランシス・カギー

### エウロセルタ
1990年代後半から2000年代前半はセルタの歴史上もっとも好成績を残した期間である。1997-98シーズンにリーグ戦6位となって26年ぶりにUEFAカップ出場権を獲得すると、1998年夏には攻撃サッカーで知られるビクトル・フェルナンデス監督を招聘し、1998-99シーズンのUEFAカップではベスト8に躍進した。1997-98シーズンから2002-03シーズンまで6シーズン連続で7位以内でシーズンを終え、1998-99シーズンから5シーズン連続でUEFAカップに出場し、スペインメディアにエウロセルタ(EuroCelta)と呼ばれた。主要選手にはロシア代表のアレクサンドル・モストヴォイやヴァレリー・カルピン、イスラエル代表のハイム・レヴィヴォなどがいた。

### 栄光からの転落
2002-03シーズンにリーグ戦4位となり、クラブ史上初のUEFAチャンピオンズリーグ出場権を獲得した。ACミラン、AFCアヤックス、クラブ・ブルッヘと同組となったグループリーグではAFCアヤックスを破る金星を挙げ、ACミランに次ぐ2位で決勝トーナメント進出を決めたが、決勝トーナメント1回戦ではアーセナルFCに2試合合計2-5で敗れた。リーグ戦では悲惨な成績に終わり、19位と不振を極めてセグンダ・ディビシオン（2部）降格となった。2004-05シーズンに2位となって1シーズンでのプリメーラ・ディビシオン（1部）昇格を果たすと、2005-06シーズンは6位でUEFAカップ出場権を獲得した。2006-07シーズンのUEFAカップでは1回戦でスタンダール・リエージュを倒し、グループリーグではニューカッスル・ユナイテッドFCに次ぐ2位となって決勝トーナメントに進出した。決勝トーナメント1回戦ではベスト4となったヴェルダー・ブレーメンに敗れたが、セビージャFC（優勝）、RCDエスパニョール（準優勝）、CAオサスナ（ベスト4）とともにスペイン勢の躍進を印象付けた。しかし、同シーズンのリーグ戦では18位となり、またもや欧州カップ戦に出場したシーズンにセグンダ・ディビシオン降格となった。

### ラ・リーガ復帰と欧州進出
2012年6月3日、およそ5年間のセグンダ暮らしを経てプリメーラに復帰した。プリメーラ復帰1年目はリーグ序盤戦から苦戦を強いられるも、リーグ最終節のプリメーラ残留がかかった大一番、RCDエスパニョール戦に1-0で勝利し、辛くもプリメーラ残留を決めた。
2015-16シーズン、エウロセルタのメンバーだったエドゥアルド・ベリッソを監督に迎えた。このシーズン、イアゴ・アスパスやダニエル・ヴァスらの活躍もあってリーグ6位フィニッシュと大健闘。UEFAヨーロッパリーグ出場権を手にした。そのヨーロッパリーグでも躍進を遂げ、ベスト16でシャフタール・ドネツクを、ベスト8でKRCヘンクを破って決勝進出が期待されたセルタだったが、そのベスト4で最終的に大会優勝を果たすマンチェスター・ユナイテッドFCに敗れ、惜しくも決勝進出とはならなかった。

## ユニフォーム
セルタのユニフォームが現在の配色となったのは、クラブ創設者の1人であるフアン・バリーニョ・レドの案だった。しかし、最初の試合で使われたユニフォームは赤いシャツに黒のズボンそして青と白のソックスだった。水色のユニフォームを初めて使用したのはBチームであり、その後トップチームもユニフォームを水色に変更した。

### ユニフォームの変遷
| 2011-12 | 2012-13 | 2013-14 | 2014-15 | 2015-16 | 2016-17 | 2017-18 | 2019-19 | 2019-20 |

### 胸スポンサーとサプライヤー
セルタはスペインの主要なサッカークラブで最も長く1社との胸スポンサー契約を続けているクラブである。1986年、ビーゴに工場を置き、ビーゴ最大の雇用者数を誇るシトロエンがユニフォームの胸スポンサーとなった。その年からアンブロがユニフォームサプライヤーとなったが、アンブロもまたビーゴ近郊のレドンデーラに工場を置く企業である。
| 期間      | サプライヤー | 胸スポンサー     |
| --------- | ------------ | ---------------- |
| 1982–1986 | アディダス   | なし             |
| 1986–2010 | アンブロ     | シトロエン       |
| 2010–2013 | Li-Ning      | シトロエン       |
| 2013–2016 | アディダス   | シトロエン       |
| 2016–     | アディダス   | Estrella Galicia |

## 施設

### スタジアム
セルタのホームゲームは、市街地から郊外へおよそ3kmの位置にあるエスタディオ・デ・バライードス (スポンサーの関係からアバンカ・バライードスとも呼ばれる)にて行われる。29,000人を収容でき、ピッチサイズは105×69メートルである。

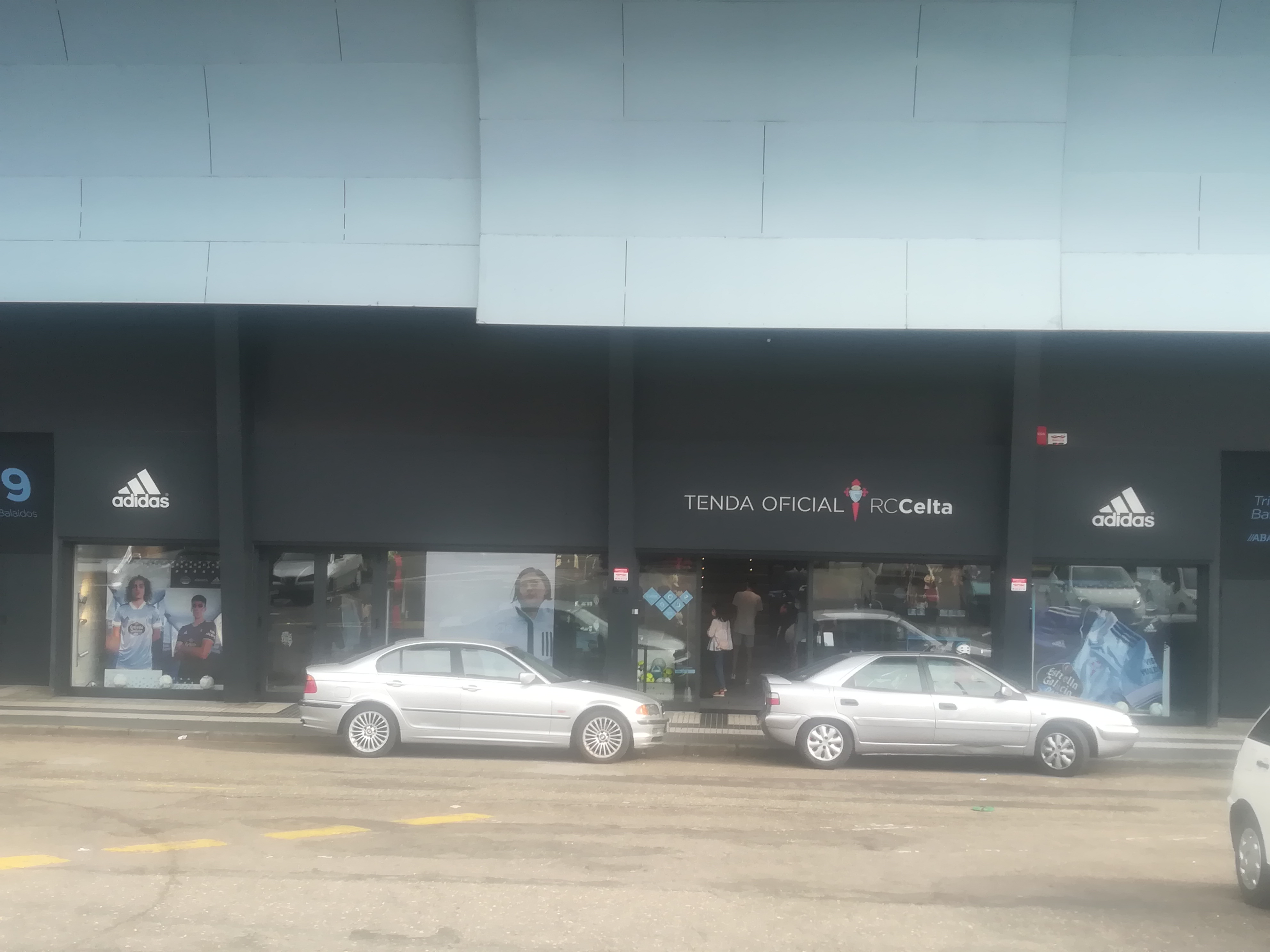
スタジアム内にある公式ショップ

このスタジアムは、1928年12月30日、レアル・ウニオンとの試合で初めて使用され、その試合にはセルタが7-0で大勝した。1920年代、クラブのサポーター数が急増したことで建築家のヘナロ・デ・ラ・フエンテ・アルバレス氏が設計し、何度かの計画変更を経て1928年に竣工した。完成当時は22,000人を収容する規模だった。全席座席タイプとなっており、座席1つ1つに管理番号が振られている。
1930年代に大規模な改修が行われ、1945年7月にはスタジアムの所有権をセルタが買い取り、正式にクラブの所有物となった。それ以降、定期的にスタジアムの改修、修繕が行われた。1982年、国内で1982 FIFAワールドカップが開かれることを機に、スタジアムをUEFAの基準に合わせる工事が計画され、西側スタンドの座席をより快適な座席に一新した。この頃の収容人数は38,000人を誇るなど、かなり大規模なスタジアムだったが、1990年代に課された立ち見席撤廃の方針により、収容人数が減らされ、現在の22,000人に落ち着いた。
2003年の夏、セルタが史上初めてUEFAチャンピオンズリーグ参戦が決まり、それに合わせてUEFA規定のスタジアムに再度改修することが発表された。ポンテベドラ県が費用を全額負担して行われ、ロッカールーム、ミックスゾーン、通路などが主な改善点だった。また、ピッチを取り囲む溝を埋め、スタンドとピッチが近くなる、いわゆるイングランドスタイルのスタジアムへと変更された。

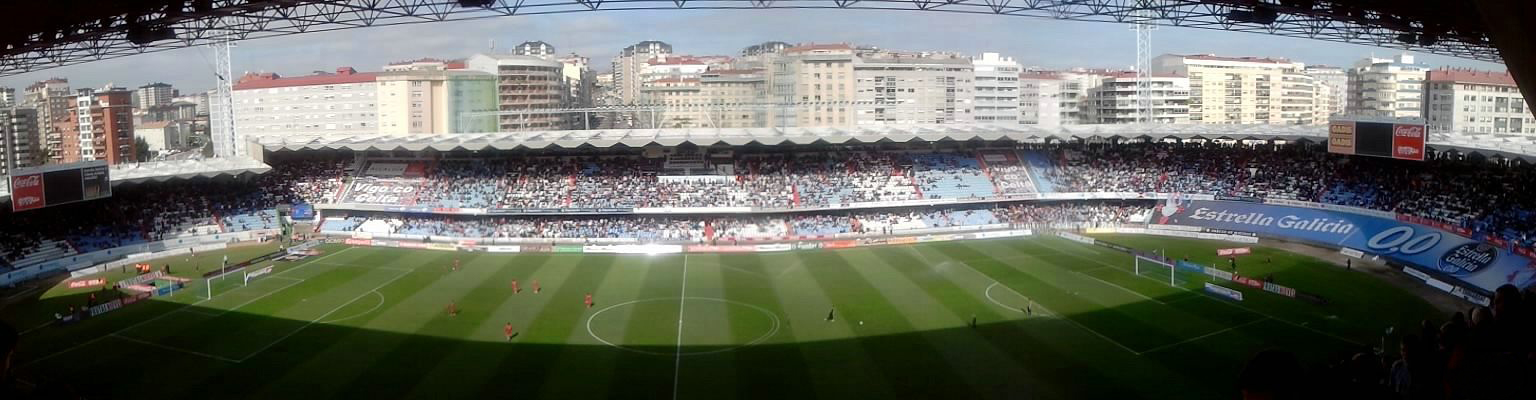
スタジアムのパノラマ

### スポーツ施設

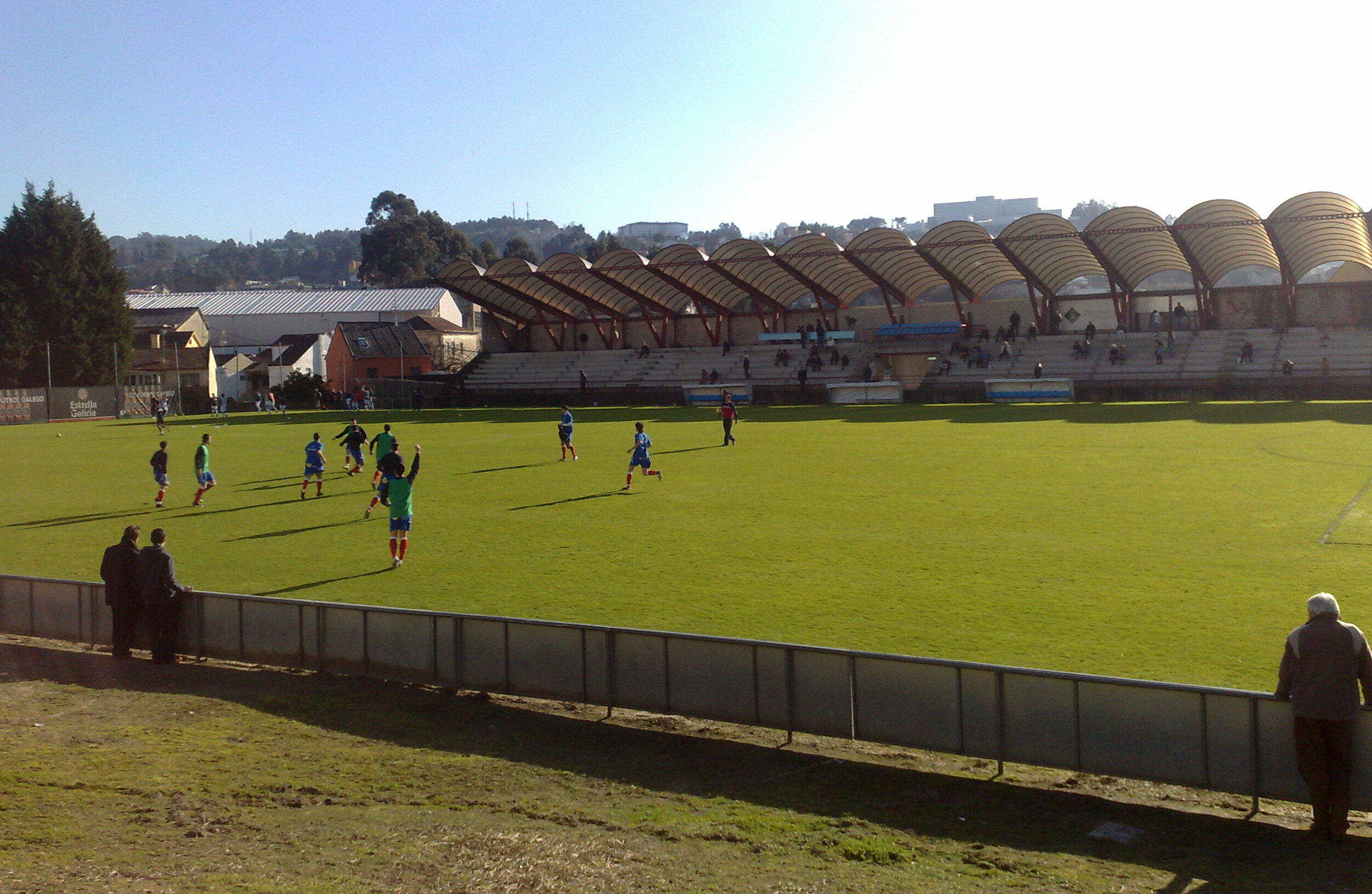
エスタディオ・バレーロ

セルタがエスタディオ・バライードス以外に使用している施設には、シウダ・デポルティーバ・アフォウテサと呼ばれるトレーニンググラウンドがある。ビーゴに隣接するモスにあり、セルタのトップチームとBチームがトレーニングを行うために使用される。また、ビーゴ市内のカンデアン地区にはBチーム以下のカンテラーノが練習場として訪れるア・マドロアスポーツ複合施設がある。
また、同じくビーゴ市内のラバドレス地区にはBチームがホームスタジアムとしてプレーするカンポ・ムニシパル・デ・バレーロがある。小規模なスタジアムであり、収容人数は1,171人で、ピッチサイズも101×66メートルほどしかない。

## クラブ記録

### クラブ名の変遷
クラブ創設以降、数回の名称変更が行われている。現在のRCセルタ・デ・ビーゴ S.A.D.となったのは1992年以降のことである。
- クルブ・セルタ : (1923-1924) レアル・ビーゴSCとRCフォルトゥナ・デ・ビーゴの合併後に考えられたクラブ名
- レアル・クルブ・セルタ : (1924-1931) 当時のスペイン国王アルフォンソ13世から"レアル"の名を与えられて改名された。
- クルブ・セルタ : (1931-1940) スペインが共和国になったため、王を意味する単語は取り除かれた。
- レアル・クルブ・セルタ・デ・ビーゴ : (1940-1992) スペイン内戦を経て王政復古がなされたため、レアルの名を再び取りつけた。
- レアル・クルブ・セルタ・デ・ビーゴ, S.A.D. : (1992-) 株式会社化。S.A.D.はスポーツ株式会社を意味する。

### 選手記録
現在、クラブに所属している選手で最も多くの公式戦に出場した選手はウーゴ・マージョである。クラブ通算では歴代3位の記録を誇っており、現在も更新し続けている。また、イアゴ・アスパスは、セルタの歴代最多得点記録を保持している選手であり、歴代2位のラモン・ポロの159ゴールとの差を広げ続けている。

## クラブカラーとバッジ
設立時のセルタは赤いシャツ、黒いパンツ、青いソックスを着用していた。この組み合わせは後に変更され、ガリシア州旗に象徴される空色と白色の伝統的な組み合わせが採用されたが、いつ変更されたのかは定かではない。ラシン・フェロルなどガリシア州の多くのクラブと同じく、クラブのバッジは聖ジェームズの赤十字を基調としており、十字の上にはCS（Club Celtaの頭文字）とデザインされた青色の盾が置かれている。1923年にはアルフォンソ13世の庇護を受け、バッジに王冠を抱き、クラブ名にレアルを加えてレアル・クラブ・セルタ・デ・ビーゴとなった。スペイン内戦時はクラブ名から「レアル」が取り除かれ、王冠も外されたが、王政復古後に再び付けくわえられた。

## ライバル
同じガリシア州のデポルティーボ・ラ・コルーニャとの対戦はガリシア・ダービーと呼ばれる。
2017-18シーズン開始時点
| クラブ                         | 試合数 | 勝 | 分 | 敗 | 得点 | 失点 |
| ------------------------------ | ------ | -- | -- | -- | ---- | ---- |
| デポルティーボ・ラ・コルーニャ | 76     | 30 | 18 | 28 | 101  | 105  |

## タイトル

### 国内タイトル
- ガリシア州選手権 [13]

優勝 (6): 1923-24, 1924–25, 1925–26, 1929–30, 1931–32, 1933–34
- アストゥル＝ガリェゴ選手権

優勝 (1): 1934-35
- コパ・フンタ・デ・ガリシア

優勝 (2): 2007, 2008

### 国外タイトル
- UEFAインタートトカップ

優勝 (1): 2000

### プレシーズンタイトル
- トロフェオ・シウダ・デ・ビーゴ

優勝 (17):
- トロフェオ・メモリアル・キノーチョ

優勝 (14): 1995, 1996, 1998, 1999, 2000, 2001, 2002, 2003, 2004, 2005, 2006, 2007, 2008, 2009, 2010
- トロフェオ・テレサ・エレーラ

優勝 (1): 1999
- トロフェオ・ハコベオ

優勝 (1): 1999

### 個人タイトル

#### ピチーチ賞
- 1947-48  パイーニョ （23得点）

#### サモラ賞
- 1992-93  サンティアゴ・カニサレス （36試合30失点、失点率0.83）
- 2002-03  パブロ・カバジェロ （34試合27失点、失点率0.79）
- 2005-06  ホセ・マヌエル・ピント （36試合28失点、失点率0.78）

## 成績

### 近年の成績
| シーズン | リーグ       | リーグ | リーグ | リーグ | リーグ | リーグ | リーグ | リーグ | リーグ | リーグ | 国王杯    |
| シーズン | ディビジョン | 順位   | 試     | 勝     | 分     | 敗     | 得     | 失     | 点     | 備考   | 国王杯    |
| -------- | ------------ | ------ | ------ | ------ | ------ | ------ | ------ | ------ | ------ | ------ | --------- |
| 2012-13  | プリメーラ   | 17位   | 38     | 10     | 7      | 21     | 37     | 52     | 37     |        | ベスト16  |
| 2013-14  | プリメーラ   | 8位    | 38     | 14     | 7      | 17     | 49     | 54     | 49     |        | ベスト32  |
| 2014-15  | プリメーラ   | 8位    | 38     | 13     | 12     | 13     | 47     | 44     | 51     |        | ベスト16  |
| 2015-16  | プリメーラ   | 6位    | 38     | 17     | 9      | 12     | 51     | 59     | 60     |        | ベスト4   |
| 2016-17  | プリメーラ   | 13位   | 38     | 13     | 6      | 19     | 53     | 69     | 45     |        | ベスト4   |
| 2017-18  | プリメーラ   | 13位   | 38     | 13     | 10     | 15     | 59     | 60     | 49     |        | ベスト16  |
| 2018-19  | プリメーラ   | 17位   | 38     | 10     | 11     | 17     | 53     | 62     | 38     |        | ベスト32  |
| 2019-20  | プリメーラ   | 17位   | 38     | 7      | 16     | 15     | 37     | 49     | 37     |        | ベスト32  |
| 2020-21  | プリメーラ   | 8位    | 38     | 14     | 11     | 13     | 55     | 57     | 53     |        | 2回戦敗退 |
| 2021-22  | プリメーラ   | 11位   | 38     | 12     | 10     | 16     | 43     | 43     | 46     |        | ベスト32  |
| 2022-23  | プリメーラ   | 13位   | 38     | 11     | 10     | 17     | 43     | 53     | 43     |        | ベスト32  |
| 2023-24  | プリメーラ   | 13位   | 38     | 10     | 11     | 17     | 46     | 57     | 41     |        | ベスト8   |
| 2024-25  | プリメーラ   |        |        |        |        |        |        |        |        |        | ベスト16  |

### 過去の成績
| シーズン | 部 | ディビジョン  | 順位 | 国王杯    |
| -------- | -- | ------------- | ---- | --------- |
| 1923-24  | ー | ガリシア州1部 | 1位  | ベスト8   |
| 1924-25  | ー | ガリシア州1部 | 1位  | ベスト4   |
| 1925-26  | ー | ガリシア州1部 | 1位  | ベスト4   |
| 1926-27  | ー | ガリシア州1部 | 2位  | ベスト8   |
| 1927-28  | ー | ガリシア州1部 | 2位  | ベスト8   |
| 1928-29  | 2  | セグンダ      | 9位  | ベスト32  |
| 1930-31  | 3  | テルセーラ    | 1位  | ベスト32  |
| 1931-32  | 2  | セグンダ      | 9位  | ベスト4   |
| 1932-33  | 2  | セグンダ      | 7位  | ベスト32  |
| 1933-34  | 2  | セグンダ      | 4位  | ベスト16  |
| 1934-35  | 2  | セグンダ      | 1位  | ベスト16  |
| 1935-36  | 2  | セグンダ      | 1位  | ベスト16  |
| 1939-40  | 1  | プリメーラ    | 10位 | ベスト16  |
| 1940-41  | 1  | プリメーラ    | 10位 | ベスト4   |
| 1941-42  | 1  | プリメーラ    | 5位  | 1回戦敗退 |
| 1942-43  | 1  | プリメーラ    | 5位  | ベスト16  |
| 1943-44  | 1  | プリメーラ    | 14位 | ベスト16  |
| 1944-45  | 2  | セグンダ      | 3位  | 1回戦敗退 |
| 1945-46  | 1  | プリメーラ    | 10位 | ベスト16  |
| 1946-47  | 1  | プリメーラ    | 9位  | ベスト8   |

| シーズン | 部 | ディビジョン | 順位 | 国王杯    |
| -------- | -- | ------------ | ---- | --------- |
| 1947-48  | 1  | プリメーラ   | 4位  | 準優勝    |
| 1948-49  | 1  | プリメーラ   | 11位 | ベスト16  |
| 1949-50  | 1  | プリメーラ   | 7位  | ベスト16  |
| 1950-51  | 1  | プリメーラ   | 8位  | 1回戦敗退 |
| 1951-52  | 1  | プリメーラ   | 9位  | 1回戦敗退 |
| 1952-53  | 1  | プリメーラ   | 13位 | 不参加    |
| 1953-54  | 1  | プリメーラ   | 10位 | ベスト16  |
| 1954-55  | 1  | プリメーラ   | 11位 | ベスト16  |
| 1955-56  | 1  | プリメーラ   | 10位 | ベスト16  |
| 1956-57  | 1  | プリメーラ   | 13位 | ベスト8   |
| 1957-58  | 1  | プリメーラ   | 7位  | ベスト16  |
| 1958-58  | 1  | プリメーラ   | 16位 | ベスト16  |
| 1959-60  | 2  | セグンダ     | 2位  | 1回戦敗退 |
| 1960-61  | 2  | セグンダ     | 2位  | ベスト32  |
| 1961-62  | 2  | セグンダ     | 6位  | ベスト32  |
| 1962-63  | 2  | セグンダ     | 6位  | 1回戦敗退 |
| 1963-64  | 2  | セグンダ     | 9位  | ベスト16  |
| 1964-65  | 2  | セグンダ     | 5位  | ベスト32  |
| 1965-66  | 2  | セグンダ     | 2位  | ベスト32  |
| 1966-67  | 2  | セグンダ     | 3位  | 1回戦敗退 |

| シーズン | 部 | ディビジョン | 順位 | 国王杯    |
| -------- | -- | ------------ | ---- | --------- |
| 1967-68  | 2  | セグンダ     | 3位  | ベスト4   |
| 1968-69  | 2  | セグンダ     | 2位  | 不参加    |
| 1969-70  | 1  | プリメーラ   | 10位 | ベスト16  |
| 1970-71  | 1  | プリメーラ   | 6位  | ベスト16  |
| 1971-72  | 1  | プリメーラ   | 10位 | ベスト8   |
| 1972-73  | 1  | プリメーラ   | 15位 | ベスト16  |
| 1973-74  | 1  | プリメーラ   | 12位 | ベスト32  |
| 1974-75  | 1  | プリメーラ   | 17位 | ベスト16  |
| 1975-76  | 2  | セグンダ     | 2位  | ベスト16  |
| 1976-77  | 1  | プリメーラ   | 17位 | ベスト16  |
| 1977-78  | 2  | セグンダ     | 3位  | 3回戦敗退 |
| 1978-79  | 1  | プリメーラ   | 16位 | ベスト16  |
| 1979-80  | 2  | セグンダ     | 17位 | ベスト16  |
| 1980-81  | 3  | セグンダB    | 1位  | 3回戦敗退 |
| 1981-82  | 2  | セグンダ     | 1位  | 3回戦敗退 |
| 1982-83  | 1  | プリメーラ   | 17位 | ベスト16  |
| 1983-84  | 2  | セグンダ     | 6位  | 1回戦敗退 |
| 1984-85  | 2  | セグンダ     | 3位  | 3回戦敗退 |
| 1985-86  | 1  | プリメーラ   | 18位 | ベスト8   |
| 1986-87  | 2  | セグンダ     | 1位  | 3回戦敗退 |

| シーズン | 部 | ディビジョン | 順位 | 国王杯    |
| -------- | -- | ------------ | ---- | --------- |
| 1987-88  | 1  | プリメーラ   | 7位  | ベスト16  |
| 1988-89  | 1  | プリメーラ   | 8位  | ベスト8   |
| 1989-90  | 1  | プリメーラ   | 19位 | ベスト16  |
| 1990-91  | 2  | セグンダ     | 14位 | 5回戦敗退 |
| 1991-92  | 2  | セグンダ     | 1位  | 3回戦敗退 |
| 1992-93  | 1  | プリメーラ   | 11位 | 3回戦敗退 |
| 1993-94  | 1  | プリメーラ   | 15位 | 準優勝    |
| 1994-95  | 1  | プリメーラ   | 13位 | 4回戦敗退 |
| 1995-96  | 1  | プリメーラ   | 11位 | ベスト16  |
| 1996-97  | 1  | プリメーラ   | 16位 | ベスト4   |
| 1997-98  | 1  | プリメーラ   | 6位  | ベスト16  |
| 1998-99  | 1  | プリメーラ   | 5位  | ベスト16  |
| 1999-00  | 1  | プリメーラ   | 7位  | ベスト16  |
| 2000-01  | 1  | プリメーラ   | 6位  | 準優勝    |
| 2001-02  | 1  | プリメーラ   | 5位  | ベスト32  |
| 2002-03  | 1  | プリメーラ   | 4位  | ベスト32  |
| 2003-04  | 1  | プリメーラ   | 19位 | ベスト8   |
| 2004-05  | 2  | セグンダ     | 2位  | ベスト64  |
| 2005-06  | 1  | プリメーラ   | 6位  | ベスト16  |
| 2006-07  | 1  | プリメーラ   | 18位 | ベスト32  |

| シーズン | 部 | ディビジョン | 順位 | 国王杯    |
| -------- | -- | ------------ | ---- | --------- |
| 2007-08  | 2  | セグンダ     | 16位 | 2回戦敗退 |
| 2008-09  | 2  | セグンダ     | 17位 | ベスト32  |
| 2009-10  | 2  | セグンダ     | 12位 | ベスト16  |
| 2010-11  | 2  | セグンダ     | 6位  | 2回戦敗退 |
| 2011-12  | 2  | セグンダ     | 2位  | ベスト32  |
| 2012-13  | 1  | プリメーラ   | 17位 | ベスト16  |
| 2013-14  | 1  | プリメーラ   | 9位  | ベスト32  |
| 2014-15  | 1  | プリメーラ   | 8位  | ベスト16  |
| 2015-16  | 1  | プリメーラ   | 6位  | ベスト4   |
| 2016-17  | 1  | プリメーラ   | 13位 | ベスト4   |
| 2017-18  | 1  | プリメーラ   | 13位 | ベスト16  |
| 2018-19  | 1  | プリメーラ   | 17位 | ベスト32  |
| 2019-20  | 1  | プリメーラ   | 17位 | ベスト32  |
| 2020-21  | 1  | プリメーラ   | 8位  | 2回戦敗退 |
| 2021-22  | 1  | プリメーラ   | 11位 | ベスト32  |
| 2022-23  | 1  | プリメーラ   | 13位 | ベスト32  |
| 2023-24  | 1  | プリメーラ   | 14位 | ベスト8   |
| 2024-25  | 1  | プリメーラ   |      | ベスト16  |

- 59シーズン - プリメーラ
- 32シーズン - セグンダ・ディビシオン
- 1シーズン - セグンダ・ディビシオンB
- 1シーズン - テルセーラ・ディビシオン

## 現所属メンバー
2025年2月18日現在
注：選手の国籍表記はFIFAの定めた代表資格ルールに基づく。
| No. | Pos. |              | 選手名                 |
| --- | ---- | ------------ | ---------------------- |
| 1   | DF   | スペイン     | イバン・ビジャール     |
| 2   | DF   | スウェーデン | カール・スタルフェルト |
| 3   | DF   | スペイン     | オスカル・ミンゲサ     |
| 4   | MF   | スペイン     | ウーゴ・ソテロ         |
| 5   | DF   | スペイン     | セルヒオ・カレイラ     |
| 6   | MF   | ギニア       | イライクス・モリバ     |
| 7   | FW   | スペイン     | ボルハ・イグレシアス   |
| 8   | MF   | スペイン     | フラン・ベルトラン     |
| 10  | FW   | スペイン     | イアゴ・アスパス       |
| 11  | FW   | アルゼンチン | フランコ・セルビ ()    |
| 12  | FW   | スペイン     | アルフォン・ゴンザレス |

| No. | Pos. |              | 選手名                     |
| --- | ---- | ------------ | -------------------------- |
| 13  | GK   | スペイン     | ビセンテ・グアイタ         |
| 14  | MF   | スペイン     | イケル・ロサーダ           |
| 16  | MF   | ブラジル     | ジャイウソン ★             |
| 18  | FW   | スペイン     | パブロ・デュラン           |
| 19  | FW   | スウェーデン | ヴィリオット・スウェドベリ |
| 20  | DF   | スペイン     | マルコス・アロンソ         |
| 21  | DF   | セルビア     | ミハイロ・リスティッチ ()  |
| 22  | DF   | スペイン     | ハビエル・マンキージョ     |
| 24  | DF   | スペイン     | カルロス・ドミンゲス       |
| 25  | MF   | スペイン     | ダミアン・ロドリゲス       |
| 30  | FW   | スペイン     | ウーゴ・アルバレス         |

※括弧内の国旗はその他の保有国籍を、星印はEU圏外選手を示す。

### リザーブチーム
注：選手の国籍表記はFIFAの定めた代表資格ルールに基づく。
| No. | Pos. |          | 選手名                   |
| --- | ---- | -------- | ------------------------ |
| 26  | GK   | スペイン | マルク・ビダル           |
| 27  | GK   | スペイン | セザール・フェルナンデス |
| 28  | FW   | スペイン | フェル・ロペス           |
| 29  | MF   | スペイン | ヨエル・ラゴ             |
| 32  | DF   | スペイン | ハビ・ロドリゲス         |

| No. | Pos. |            | 選手名                            |
| --- | ---- | ---------- | --------------------------------- |
| 34  | MF   | スペイン   | ミゲル・ロマン                    |
| 35  | GK   | スペイン   | コーク・カリージョ                |
| 36  | DF   | スペイン   | ティンチョ・コンデ                |
| 39  | FW   | ノルウェー | ジョーンズ・エル・アブデラウイ () |

### ローン移籍
in
注：選手の国籍表記はFIFAの定めた代表資格ルールに基づく。
| No. | Pos. |          | 選手名                              |
| --- | ---- | -------- | ----------------------------------- |
| 6   | MF   | ギニア   | イライクス・モリバ (RBライプツィヒ) |
| 7   | FW   | スペイン | ボルハ・イグレシアス (ベティス)     |

| No. | Pos. |          | 選手名                      |
| --- | ---- | -------- | --------------------------- |
| 14  | FW   | スペイン | イケル・ロサーダ (ベティス) |

out
注：選手の国籍表記はFIFAの定めた代表資格ルールに基づく。
| No. | Pos. |          | 選手名                                        |
| --- | ---- | -------- | --------------------------------------------- |
| --  | DF   | スペイン | マヌ・サンチェス (アラベス)                   |
| --  | DF   | スペイン | ウナイ・ヌニェス (ビルバオ)                   |
| --  | FW   | スペイン | カルレス・ペレス (ヘタフェ)                   |
| --  | DF   | ガーナ   | ジョセフ・エイドゥー (レアル・バリャドリード) |

| No. | Pos. |                | 選手名                                          |
| --- | ---- | -------------- | ----------------------------------------------- |
| --  | FW   | アルゼンチン   | タデオ・アジェンデ (インテル・マイアミ) ()      |
| --  | FW   | スペイン       | カルロス・ドトール (スポルティング・デ・ヒホン) |
| --  | MF   | アメリカ合衆国 | ルカ・デ・ラ・トレ (サンディエゴFC) ()          |
| --  | FW   | スペイン       | ミゲル・ロドリゲス (ユトレヒト)                 |

### スタッフ
| 役職             | 氏名                     |
| ---------------- | ------------------------ |
| 監督             | クラウディオ・ヒラルデス |
| GKコーチ         | ナンド・ビジャ           |
| フィジカルコーチ | オクタビオ・マネーラ     |
| フィジカルコーチ | ギド・クレターリ         |
| テクニカルコーチ | ボルハ・オウビーニャ     |

## 歴代監督
- バルタサル・アルベニス 1941-1944
- リカルド・サモラ 1946-1948
- ルイス・パサリン 1948-1951
- ホセ・イララゴーリ 1953-1954
- リカルド・サモラ 1954-1955
- ルイス・パサリン 1957-1959
- カルメロ・セドルン 1975-1977, 1979-1980
- ハビエル・イルレタ 1997-1998
- ビクトル・フェルナンデス 1998-2002
- ミゲル・アンヘル・ロティーナ 2002-2004
- ラドミル・アンティッチ　2004
- モンチョ・カルネロ 2004
- フェルナンド・バスケス 2004-2007.4
- フリスト・ストイチコフ 2007.4-2007.10
- フアン・ラモン・ロペス・カロ 2007.10-2008.3
- アントニオ・ロペス・アバス 2008.3-2008.5
- アレハンドロ・メネンデス 2008.5-2008.6
- ペペ・ムルシア 2008-2009.3
- エウセビオ・サクリスタン・メナ 2009.3-2010
- パコ・エレーラ 2010-2013.2
- アベル・レシーノ 2013.2-2013.6
- ルイス・エンリケ 2013-2014
- エドゥアルド・ベリッソ 2014-2017
- フアン・カルロス・ウンスエ 2017-2018
- アントニオ・モハメド 2018
- ミゲル・カルドーゾ 2018-2019
- フラン・エスクリバ 2019
- オスカル・ガルシア 2019-2020
- エドゥアルド・コウデ 2020-2022
- カルロス・カルヴァリャル 2022-2023
- ラファエル・ベニテス 2023-2024
- クラウディオ・ヒラルデス 2024-

## 歴代所属選手

### GK
- ホルヘ・オテロ 1987-1994
- エミリオ・ロペス・フェルナンデス 1989-1993
- サンチャゴ・カニサレス 1992-1994
- リシャール・ドゥトルエル 1996-2000
- ホセ・マヌエル・ピント 1998-2008
- ロベルト・フェルナンデス・アルバジェロス[16] 1997-2002
- パブロ・カバジェロ 2000-2004
- マヌエル・アルムニア 2001-2004
- イスマエル・ゴメス・ファルコン 2008-2011
- セルヒオ・アルバレス 2010-2021
- ハビ・バラス 2012-2013

### DF
- ミゲル・ムニョス 1946-1948
- ガブリエル・アロンソ 1946-1951
- ゴラン・ユーリッチ 1991-1993
- ラファエル・ベルヘス 1993-2001
- ミチェル・サルガド 1994-1996、1997-1999
- ダビド・ベレンゲル 1996-1997
- ゴラン・ジョロヴィッチ 1997-2001
- フェルナンド・カセレス 1998-2004
- フアン・ベラスコ 1999-2004
- フアンフラン 1999-2004
- シウビーニョ 2001-2004
- アンヘル・ロペス 2002-2007
- パブロ・コントレラス 2003-2007
- ディエゴ・プラセンテ 2005-2007
- マティアス・レキ 2005-2008
- ホセ・エンリケ 2005-2006
- ガブリエル・タマシュ 2006-2007
- フアン・マヌエル・ペーニャ 2007-2009
- ルベン・ゴンサレス・ロチャ 2007-2009
- ウーゴ・マージョ 2009-2023
- ホニー・オット 2012-2018
- グスタボ・カブラル 2012-2019
- ファクンド・ロンカリア 2016-2019

### MF
- ゴラン・ミロイェヴィッチ 1995-1996
- マジーニョ 1996-2000
- アレクサンドル・モストヴォイ 1996-2004
- イト 1997-1998
- ヴァレリー・カルピン 1997-2002
- クロード・マケレレ 1998-2000
- ジョルディ・クライフ 1998-1999
- ズボニミール・ボバン 2000-2001
- ペテル・リュクサン 2001-2004
- ホセ・イグナシオ 2002-2005
- ボルハ・オウビーニャ 2003-2007、2008-2015
- サシャ・イリッチ 2004
- ダビド・シルバ 2005-2006

- パブロ・ガルシア 2006-2007
- グスタボ・ロペス 1999-2007
- ファビアン・カノッビオ 2004-2008
- イリネイ 2005-2007
- ネネ 2006-2007
- アドリアン・ゴンサレス 2007
- マリオ・スアレス 2007-2008
- カメル・ギラス 2008-2009
- アウグスト・フェルナンデス 2012-2016
- エムレ・モル 2017-2022
- フラン・ベルトラン 2018-
- ブライス・メンデス 2017-2022

### FW
- パイーニョ 1943-1948
- バウタザール 1985-1988
- フアン・サンチェス 1994-1999, 2004-2006
- マルコ・パンテリッチ 1999-2000
- イスマエル・ウルサイス 1992-1993
- エウセビオ・サクリスタン・メナ 1995-1997
- ハイム・レヴィヴォ 1996-2000
- ベニー・マッカーシー 1999-2001、2002-2003
- イバン・カビエデス 1999
- ルイス・エドゥアルド・シュミット 2000-2004
- カターニャ 2000-2004
- サボ・ミロシェビッチ 2003-2004
- ミド 2003
- ハビ・ゲレーロ 2005-2007

- フェルナンド・バイアーノ 2005-2007
- カルロス・ベラ 2006
- アビブ・バモゴ 2006-2007
- アントニオ・グアイレ 2006-2008
- ヨアンニス・オッカス 2007-2008
- クインシー・オウス＝アベイエ 2007-2008
- ジエゴ・コスタ 2007-2008
- マーリス・ヴェルパコフスキス 2008
- イアゴ・アスパス 2008-2013、2015-
- ノリート 2013-2016、2020-2022
- ヨン・グイデッティ 2015-2018
- ヨルゲン・ストランド・ラーセン 2022-
- ハリス・セフェロヴィッチ 2023

## 関連する書物
- González Villar, Celso (Galician). Albores do fútbol Vigues
- Cros, Jaime (1973) (Spanish). El Celta y la Liga. ムルシア: APANDA de Artes Gráficas, S.A.. ISBN 8460558517
- Cros, Jaime (1974) (Spanish). Celta 74
- Álvarez, Eugenio (2004) (Spanish). A historia do Celta (1992-2004). ビーゴ. pp. 272
- Ball, Phil (2001). “Raining Champions”. Morbo: The Story of Spanish Football. キングス・リン: WSC Books. pp. 165–181. ISBN 0954013468